# Moma (langue)
Pour les articles homonymes, voir Moma (homonymie).

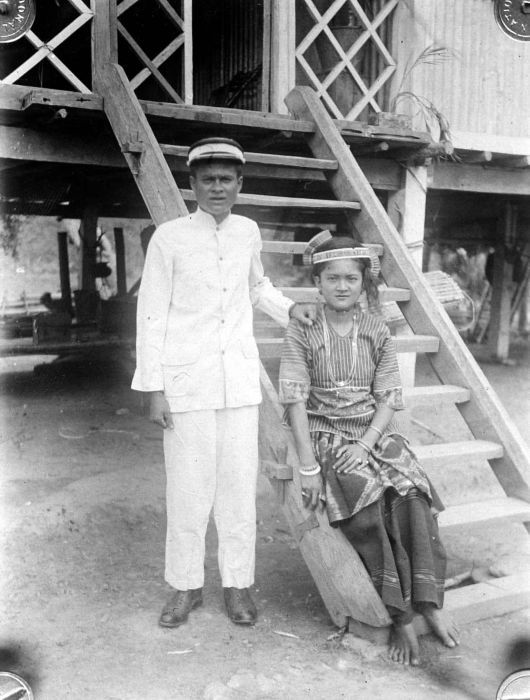
Le prince et la princesse de Kulawi à l'époque des Indes néerlandaises

Le moma, également appelé kulawi, est une langue d'Indonésie parlée dans la province de Sulawesi central dans l'île de Célèbes. Il appartient au rameau célèbique de la branche malayo-polynésienne des langues austronésiennes.
Au nombre de 5 500, ses locuteurs habitent le district de Kulawi.